# The Water Club
The Water Club at Borgata är ett lyxhotell som ligger på tomten till kasinot Borgata i Atlantic City, New Jersey i USA. Hotellet ägs av MGM Growth Properties och drivs av MGM Resorts International. Hotellet har totalt 800 rum.
I slutet av 1990-talet fick kasinoföretagen Boyd Gaming och Circus Circus Enterprises förfrågan från Mirage Resorts och dess VD Steve Wynn om att uppföra ett kasino i ett framtida kasinokomplex i Atlantic Citys småbåtshamnsdistrikt, den största nöjessatsningen i stadens historia. Komplexet skulle bestå av fyra kasinon, 7000 hotellrum och skapa uppemot 20 000 nya jobb. Initiativtagaren var Mirage och de skulle uppföra det påtänkta kasinot Le Jardin. I januari 1998 meddelade dock Mirage att man skulle avbryta samarbetet med Boyd och Circus Circus eftersom deras eget kasinoprojekt svällde till det dubbla och behövde dubbelt så mycket mark än vad som var planerat initialt. Både Boyd och Circus Circus svarade med att stämma Mirage för kontraktsbrott. Det slutade med förlikningar där Boyd fick fortsätta med sitt kasinoprojekt med arbetsnamnet Borgata medan Circus Circus lämnade projektet.
År 2000 köpte konkurrenten MGM Grand Inc. Mirage för $4,4 miljarder och ytterligare $2 miljarder skulle användas för att betala av skulder. Stora delar av originalplanerna skrotades. MGM ansåg dock att Boyds planerade kasino och hotell var intressant, man föreslog att de skulle starta ett samriskföretag tillsammans och dela på kostnaderna. Boyd accepterade detta och Borgata uppfördes 2003 till en totalkostnad på $1,1 miljarder, dock blev kasinot både större och dyrare än vad Boyd hade tänkt sig från början. Den 2 juli 2003 invigdes kasinot men redan efter några dagar började Boyd och MGM föra förhandlingar om att utöka Borgatas hotellkapacitet och 2006 inledde man en större renovering till en kostnad på $600 miljoner. $200 miljoner skulle användas för att renovera Borgata och de resterande $400 miljoner skulle användas för att uppföra The Water Club, för att locka fler besökare till kasinot. Lyxhotellet stod färdigt två år senare. I maj 2016 köpte MGM upp Boyd Gamings 50 % av komplexet och samriskföretaget, där både Borgata och The Water Club ingår, för $900 miljoner, varav $589 miljoner till Boyd och de resterande $311 miljoner till att hantera skulder. I augusti sålde MGM vidare tillgångarna till MGM Growth Properties för $1,18 miljarder, MGM Growth leasade dock tillbaka dessa till MGM Resorts